# Boissano
Boissano (en ligur Buintsàn o Boissan) és un comune italià, situat a la regió de la Ligúria i a la província de Savona. El 2015 tenia 2.492 habitants.

## Geografia
Té una superfície de 8,35 km² i limita amb Bardineto, Borghetto Santo Spirito, Loano, Pietra Ligure i Toirano.

## Evolució demogràfica
| Gràfica d'evolució de Boissano entre 1861 i 2011 |
|                                                  |
| Font: ISTAT                                      |